# Гитинов, Арсен Идрисович
Арсе́н Идри́сович Гити́нов (1 июня 1977, Тлондода, СССР) — российский, а позже киргизский борец вольного стиля, чемпион России (2005), серебряный призёр Олимпийских игр (2000). Заслуженный мастер спорта России. По национальности — багвалинец.

## Карьера
Тренировался у Якова Гантмана. На Олимпийских играх в Сиднее Арсен завоевал серебряную медаль в весовой категории до 69 килограмм, в финале проиграв схватку канадцу Даниэлю Игали.
В 2008 году на Олимпийских играх в Пекине Гитинов выступал за команду Кыргызстана в весе до 74 килограмм, но занял лишь 8-е место.

## Личная жизнь
Отец: Идрис Гитинов — первый тренер. Младший брат: Шамиль — призёр чемпионатов Европы по вольной борьбе. Троюродный брат: Тагир Хайбулаев — Олимпийский чемпион по дзюдо.